# Robert B. Vance (Politiker, 1793)
Robert Brank Vance (* 1793 bei Asheville, North Carolina; † 6. November 1827 bei Saluda Gap, North Carolina) war ein US-amerikanischer Politiker. Zwischen 1823 und 1825 vertrat er den Bundesstaat North Carolina im US-Repräsentantenhaus.

## Werdegang
Robert Vance war der Onkel des gleichnamigen späteren Kongressabgeordneten Robert B. Vance (1828–1899) und von dessen Bruder Zebulon (1830–1894), der Gouverneur von North Carolina und US-Senator wurde. Er besuchte die öffentlichen Schulen seiner Heimat sowie die Newton Academy in Asheville. Nach einem anschließenden Medizinstudium und seiner Zulassung als Arzt begann er ab 1818 in Asheville in diesem Beruf zu arbeiten. Außerdem bekleidete er in seiner Heimat einige lokale Ämter.
Bei den Kongresswahlen des Jahres 1822 wurde Vance als parteiloser Kandidat im zwölften Wahlbezirk von North Carolina in das US-Repräsentantenhaus in Washington, D.C. gewählt, wo er am 4. März 1823 die Nachfolge von Felix Walker antrat. Da er bei den Wahlen des Jahres 1824 gegen Samuel Price Carson verlor, konnte er bis zum 3. März 1825 nur eine Legislaturperiode im Kongress absolvieren. 1826 strebte Vance gegen Carson erfolglos seine Rückkehr in den Kongress an. Dabei kam es im Wahlkampf zu einer Beleidigung von Vances Seite über die Vergangenheit des Vaters seines Gegners. Daraufhin forderte ihn Samuel Carson zu einem Duell. Bei diesem wurde Robert Vance tödlich verwundet. Er wurde auf dem Familienfriedhof nahe Asheville beigesetzt.